# Sallis
Pour les articles homonymes, voir Sallis (homonymie).
La ville américaine de Sallis est située dans le comté d'Attala, dans l’État du Mississippi. Lors du recensement de 2010, sa population s’élevait à 134 habitants. Coordonnées géographiques : 33° 01′ 14″ N, 89° 45′ 52″ O.

## Source
- (en) Cet article est partiellement ou en totalité issu de l’article de Wikipédia en anglais intitulé « Sallis, Mississippi » (voir la liste des auteurs).